# Lluís Muntadas i Rovira
Lluís Muntadas i Rovira (Barcelona, 1865 - 1911), fou un enginyer i industrial català, impulsor i pioner de la indústria i els productes elèctrics, fundador de les empreses La Industria Eléctrica i Lámparas Z. Conjuntament amb el doctor Salvador Andreu, van ser els promotors i constructors del funicular del Tibidabo.
Era fill de Josep Antoni Muntadas i Campeny, fundador juntament amb els seus germans de l'empresa La España Industrial.
El 1901 va encarregar a l'arquitecte Josep Puig i Cadafalch la construcció de la casa Muntadas, una vil·la residencial senyorial, a l'avinguda del Tibidabo.
Allunyant-se de la tradició tèxtil familiar, fou un dels principals introductors a l'estat espanyol de les indústries elèctriques. En tal sentit, l'any 1897 fundà Barcelona la companyia La Industria Eléctrica, d'equipament elèctric, que l'any 1910 es va unir a Siemens, creant-se la societat Siemens Schuckert Industria Eléctrica SA. Poc després, el 1908, fundà l'empresa Lámparas Z destinada inicialment a la fabricació de llums o bombetes incandescents, i posteriorment a altres productes d'il·luminació (llums fluorescents) i aparells elèctrics d'ús domèstic, posteriorment associada i finalment absorbida per l'empresa Philips. A la seva mort, el succeí al capdavant de l'empresa (Lámparas Z) el seu gendre Juli Caparà.
Fou president del Foment del Treball Nacional de 1907 a 1911.